# Łącko (województwo zachodniopomorskie)

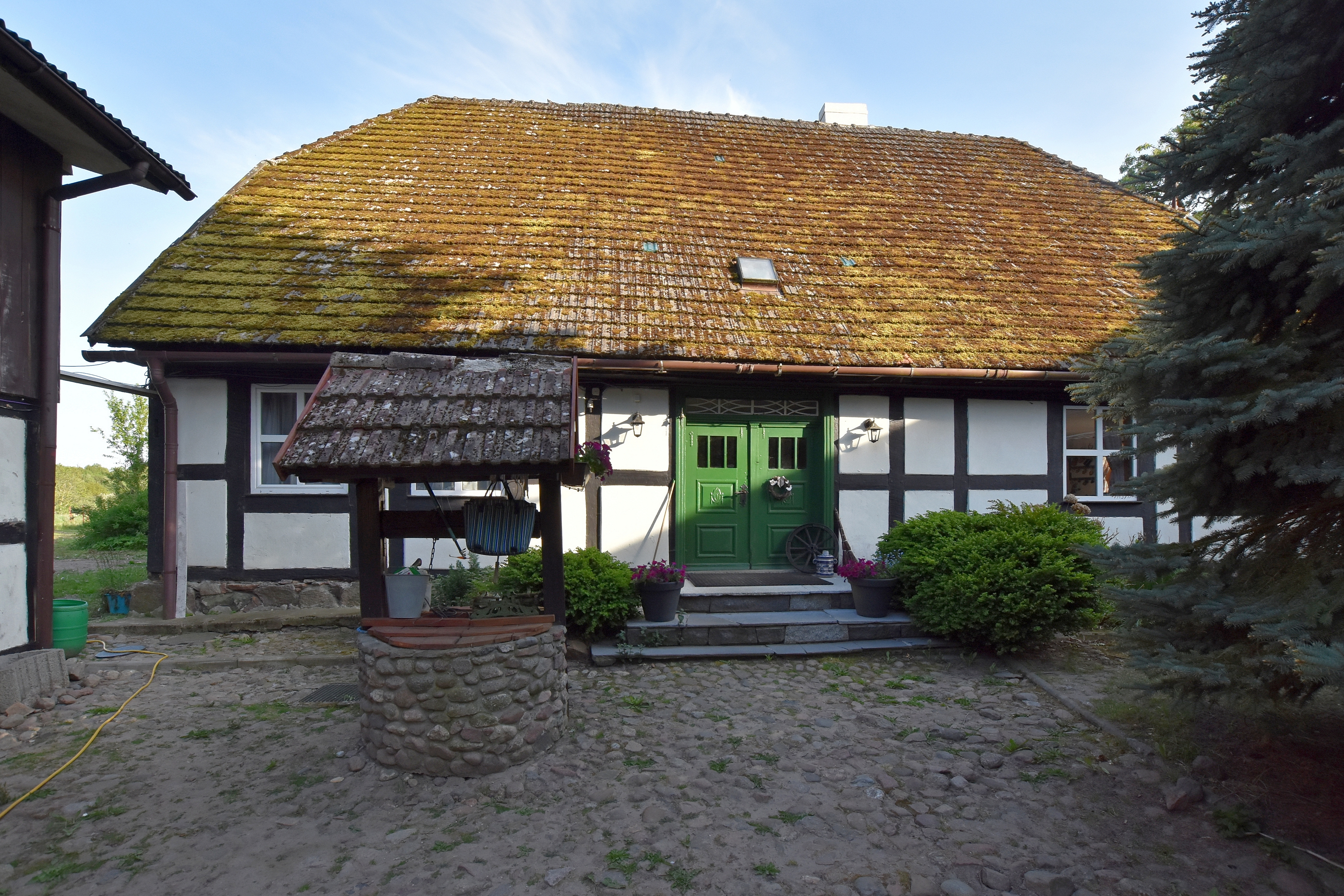
Łącko - chaty

Łącko (niem. Lanzig) – wieś w Polsce położona w województwie zachodniopomorskim, w powiecie sławieńskim, w gminie Postomino nad południowym brzegiem jeziora Wicko. 
W latach 1954–1957 wieś należała i była siedzibą władz gromady Łącko, po jej zniesieniu w gromadzie Naćmierz. W latach 1975–1998 miejscowość administracyjnie należała do województwa słupskiego.

## Zabytki
- kościół Zwiastowania Najświętszej Maryi Panny, późnogotycki z XV-XVI wieku zbudowany na planie prostokąta, smukła wieża wciągnięta w korpus, z wysokim hełmem ostrosłupowym, ze skromnym detalem[3]. Bogate wyposażenie m.in. renesansowy ołtarz z 1755, gotycka rzeźba św. Anny i epitafium z XVII w. Kościół otoczony starodrzewem, dzwonnica krosnowa drewniana z XIX w. Gotycka bramka cmentarna[4].

Inne miejscowości o nazwie Łącko: Łącko